# Смуглевич, Франциск
Франци́ск Смугле́вич (Францишек Смуглевич, пол. Franciszek Smuglewicz, лит. Pranciškus Smuglevičius, бел. Францішак Смуглевіч; 6 октября 1745, Варшава — 6 (18) сентября 1807, Вильна) — польский художник, основоположник литовской и белорусской национальных школ живописи.

## Биография
Первыми учителями Франциска были его отец художник Лукаш Смуглевич (помимо Франциска, ещё четверо его сыновей связаны с изобразительным искусством) и родственник Шимон Чехович. В 1763—1764 годах он учился в Риме у Антона фон Марона, с 1765 года как стипендиат короля Станислава Августа в римской Академии святого Луки. В 1784 году вернулся в Варшаву. По приглашению епископа Масальского в 1785 году и, после перерыва, с 1797 года жил и работал в Вильне, в 1786—1797 годах в Варшаве, где основал частную школу живописи.
Основал кафедру живописи и рисунка в Главной виленской школе, в 1803 году преобразованной в императорский Виленский университет, и заведовал ею; профессор (1797). Среди его учеников — Ян Дамель, Юзеф Олешкевич, Юзеф Пешка и другие.
В 1800—1801 годах жил и работал в Санкт-Петербурге, в частности оформлял интерьеры Михайловского замка.
Был похоронен на кладбище Расу в Вильне. Однако точное место его захоронения было неизвестно уже в конце XIX века.

## Творчество
Живопись по своему характеру классицистическая (преимущественно картины на темы древней истории и Библии, портреты; бытовые сцены), с элементами барокко. В рисунках раннего периода преимущественно античные здания Рима и их руины, пейзажи Италии. Воспроизводил акварелью копии античных росписей. По его рисункам работали гравёры Марко Карлони и Джузеппе Марсильи, создавая графические реконструкции росписей «Золотого дома» императора Нерона и Терм Тита (1776-1778) и других памятников античного Рима.
Писал картины исторической и мифологической тематики, для костёлов Варшавы и других городов Польши — религиозной. В вильнюсском костёле Святых Петра и Павла находится одно из полотен Смуглевича на религиозную тему — «Прощание св. Петра и Павла» (1804). Декорировал постройки в имениях Польши.
Автор цикла акварелей с видами архитектурных памятников Вильны (1785; Художественный музей Литвы), имеющих значение источника ценной иконографической информации об исчезнувших или необратимо изменившихся сооружениях. Благодаря многочисленным репродукциям широко известны акварели Смуглевича, зафиксировавшие ворота виленской городской стены и развалины королевского замка в Вильне.
В 1802 году вместе с братом Антонием Смуглевичем декорировал зал заседаний в Главной виленской школе, ныне Зал Смуглявичюса Вильнюсского университета (читальный зал редкой книги библиотеки Вильнюсского университета).
Творчество художника оказало большое влияние на развитие литовского изобразительного искусства.

## Галерея
- Литовские крестьяне
- Персидские послы у короля Эфиопии. Ок. 1785 (Художественный музей Литвы, Вильнюс).
- Скифские послы у Дария. Ок. 1785 (Художественный музей Литвы, Вильнюс).
- Портрет семьи Прозор. 1789 (Национальный музей, Варшава).
- Присяга Тадеуша Костюшко на краковском рынке. 1797 (Национальный музей, Познань).
- Эстер перед Артаксерксом. 1778

## Известные произведения
- «Литовские крестьяне» (Вильнюсская картинная галерея Художественного музея Литвы)
- «Смерть Виргинии» (Вильнюсская картинная галерея Художественного музея Литвы)
- «Скифские послы у Дария» (Вильнюсская картинная галерея Художественного музея Литвы)
- «Портрет семьи Прозор» (1789, Национальный музей, Варшава)
- «Присяга Костюшко» (1797, Национальный музей, Познань)

## Память
Имя Смуглевича носит улица в Вильнюсе (Веркяйское староство).